# Chú chó Mukhtar
Mukhtar. Ca khúc mới (tiếng Nga: Мухтар. Новый след), trước - Chú chó Mukhtar, hay Mukhtar trở lại (tiếng Nga: Возвращение Мухтара) là tên gọi loạt phim truyền hình về cuộc phiêu lưu của một nhóm thám tử trẻ và một chú chó nghiệp vụ.
Khởi quay năm 2003 và công chiếu lần đầu trên kênh truyền hình Nước Nga vào ngày 12 tháng 1 năm 2004, đến ngày 31 tháng 8 năm 2004 thì chuyển sang kênh NTV, đến nay bộ phim đã kéo dài đến hơn 500 tập.

## Nội dung

### Danh sách các loạt phim
| Mùa                       | Số tập | Thời điểm công chiếu                                 | Kênh truyền hình |
| ------------------------- | ------ | ---------------------------------------------------- | ---------------- |
| 1                         | 40     | Ngày 12 tháng 1 năm 2004 - Ngày 23 tháng 3 năm 2004  | RTR              |
| 1                         | 40     | Ngày 31 tháng 8 năm 2004 - Ngày 4 tháng 10 năm 2004  | NTV              |
| 2                         | 50     | Ngày 21 tháng 2 năm 2006 - Ngày 31 tháng 3 năm 2006  | NTV              |
| 3                         | 100    | Ngày 28 tháng 11 năm 2006 - Ngày 9 tháng 11 năm 2007 | NTV              |
| 4                         | 80     | Ngày 13 tháng 11 năm 2007 - Ngày 26 tháng 5 năm 2008 | NTV              |
| 5                         | 96     | Ngày 9 tháng 11 năm 2009 - Ngày 28 tháng 1 năm 2010  | NTV              |
| 6                         | 96     | Ngày 29 tháng 1 năm 2010 - Ngày 7 tháng 12 năm 2010  | NTV              |
| 7                         | 52     | Ngày 10 tháng 5 năm 2011 - Ngày 5 tháng 9 năm 2012   | NTV              |
| 8                         | 96     | Ngày 6 tháng 9 năm 2012 - Ngày 30 tháng 4 năm 2013   | NTV              |
| 9                         | 96     | Ngày 3 tháng 2 năm 2014 - Ngày 20 tháng 4 năm 2015   | NTV              |
| 10                        | 48     | Ngày 21 tháng 4 năm 2015 - Ngày 1 tháng 10 năm 2015  | NTV              |
| 11 (Mukhtar. Ca khúc mới) | 96     | Ngày 20 tháng 3 năm 2017 - Ngày 14 tháng 3 năm 2018  | NTV              |
| 12                        | 96     | Ngày 14 tháng 5 năm 2018                             | NTV              |

## Hậu trường

### Nhạc phim
- Ca khúc Đến với ta, Mukhtar ![1] (Ко мне, Мухтар !)

Nhạc: Aleksandr Kosenkov

Lời: Yevgeny Muravyov

Thể hiện: Aleksandr Kosenkov
| 1. Четыре лапы, влажный нос И очень умный взгляд Шагает милицейский пес - Он заступил в наряд. Он след возьмет, где следа нет, Он не боится зла. Погоня, драка, пистолет - Обычные дела. (Припев) Ко мне, Мухтар, Дай лапу, верный пес ! Пускай судьба играет с нами в прятки ! Но мы не спим, Чтоб крепче вам спалось, Дай лапу, друг, и будет все в порядке ! 2. Надежно службу пёс несет Спокоен как всегда И если надо он спасет Когда придёт беда Четыре лапы, уши, хвост Таких полно вокруг Шагает рядом лучший пес Мой самый близкий друг |